# Néreovny
Néreovny nebo Néreidky (latinsky Nereides) jsou ve starověké řecké mytologii mořské nymfy, bohyně či polobohyně. Žijí ve stříbrných jeskyních na dně moře, provozují hudbu a tanec. Jsou přívětivé, líbezné a ochraňují námořníky. Spolu s delfíny tvoří družinu vládce moře Poseidóna, příp. římského boha moře a všech vod Neptuna. 

## Původ
Néreovny jsou dcerami mořského boha Nérea a jeho manželky a sestry Dóris, mořské nymfy. Sídlí v paláci na dně Egejského moře, je jich padesát nebo sto. Homér uvádí jmenovitě třicet čtyři Néreoven. Nejznámější jsou Amfitríta, manželka boha moří Poseidóna a Thetis, matka hrdiny Achillea.

## Jména Nereid
Seznam byl vytvořen ze čtyř zdrojů: Apollodora, Hésioda, Homéra, a Hygina. Proto počet jmen Nereid přesahuje padesát. Jména jsou zapsána v latinských tvarech.
| 1. Actaea 2. Agave 3. Amathia 4. Amphinome 5. Amphithoe 6. Amphitrite 7. Apseudes 8. Arethusa 9. Asia 10. Autonoe 11. Beroe 12. Callianassa 13. Callianira 14. Calypso 15. Ceto 16. Clio 17. Clymene 18. Cranto 19. Creneis 20. Cydippe 21. Cymo 22. Cymatolege 23. Cymodoce 24. Cymothoe 25. Deiopea 26. Dero 27. Dexamene 28. Dione 29. Doris 30. Doto 31. Drymo 32. Dynamene 33. Eione 34. Ephyra 35. Erato 36. Eucrante 37. Eudore 38. Eulimene 39. Eumolpe 40. Eunice 41. Eupompe 42. Eurydice 43. Evagore 44. Evarne 45. Galene 46. Galatea 47. Glauce | 1. Glauconome 2. Halie 3. Halimede 4. Hipponoe 5. Hippothoe 6. Iaera 7. Ianassa 8. Ianira 9. Ione 10. Laomedia 11. Leiagore 12. Leucothoe 13. Ligea 14. Limnoria 15. Lycorias 16. Lysianassa 17. Maera 18. Melite 19. Menippe 20. Nausithoe 21. Nemertes 22. Neomeris 23. Nesaea 24. Neso 25. Opis 26. Orithyia 27. Panopaea 28. Panope 29. Pasithea 30. Pherusa 31. Phyllodoce 32. Plexaure 33. Ploto 34. Pontomedusa 35. Pontoporia 36. Poulunoue 37. Pronoe 38. Proto 39. Protomedia 40. Psamathe 41. Sao 42. Spio 43. Thaleia 44. Themisto 45. Thetis 46. Thoe 47. Thoosa |

V moderním řeckém folkloru se jménem „nereidy“ (νεράϊδα, neraïda) označují všechny víly-nymfy, nejen mořské.